# WeeChat
WeeChat is een opensourceprogramma en IRC-client die verscheen op 26 juni 2003. De software is vrijgegeven onder de GPL 3.0-licentie.

## Beschrijving
De chatsoftware werd ontwikkeld door Sébastien Helleu en is ontworpen als een lichte en compacte toepassing. Het bevat een standaard ncurses-interface, maar het is ook mogelijk om andere interfaces te gebruiken.
Enkele functies die WeeChat bevat zijn: IPv6, SSL, verbindingen via een proxyserver, meerdere vensters, ondersteuning voor scripttalen en door de gebruiker ingestelde aliassen en snelkoppelingen.
WeeChat is beschikbaar voor de besturingssystemen Linux, BSD, GNU/Hurd en Windows.